# Thalictrum rhynchocarpum
Thalictrum rhynchocarpum là một loài thực vật có hoa trong họ Mao lương. Loài này được Quart.-Dill. & A.Rich. miêu tả khoa học đầu tiên năm 1840.